# Zusammen ist man weniger allein
Zusammen ist man weniger allein (Originaltitel: Ensemble, c’est tout) ist ein dramatischer Liebesfilm aus Frankreich. Die Handlung basiert auf dem gleichnamigen Roman von Anna Gavalda aus dem Jahr 2004. Die Hauptrollen spielen Audrey Tautou und Guillaume Canet.

## Handlung
Philibert Marquet de la Tubelière, ein Nachkomme einer Adelsfamilie, ist ein perfektionistischer stotternder Postkartenverkäufer. Seinen Alltag verbringt er in Paris in einer großen, altertümlich eingerichteten Wohnung, die seiner verstorbenen Großmutter gehörte und die er vorübergehend bewohnen darf. Mit den antiken Möbeln, Leuchtern und Gemälden hat er seine Räume so eingerichtet, dass er möglichst wenig Kontakt mit der Außenwelt pflegen muss. Für Abwechslung in Philiberts etwas monotoner Welt sorgt sein Untermieter Franck, ein begeisterter Motorradfahrer und Koch. Der rüpelhafte Franck erkennt sein eigenes, von Einsamkeit geprägtes Leben zu Anfang nicht: Kaum endet sein Arbeitstag in der Großküche, verbringt er seine Freizeit mit oberflächlichen Frauengeschichten oder fährt Motorrad. Die einzige Person, zu der Franck regelmäßigen Kontakt hat, ist seine Großmutter Paulette, die nach einem Unfall im Krankenhaus ist. Eines Tages tritt die junge Camille Fauque, die abends als Putzfrau in Büros arbeitet und in ihrer Freizeit zeichnet, unfreiwillig in den bizarren Alltag der Männer-WG.
Philibert nimmt Camille, als sie an Grippe erkrankt ist, bei sich auf und kümmert sich um sie. Während sie allmählich wieder zu Kräften kommt und dabei noch ein paar Kilogramm zulegt, wirbelt sie das Leben der WG-Männer durcheinander und hat auch gleich ein paar handfeste Auseinandersetzungen mit Franck. Als die beiden sich immer besser verstehen, zieht Francks Großmutter in die WG ein – auf Camilles Drängen hin, die sich aufopfernd um die freundliche ältere Frau kümmert. Camille und Franck schlafen miteinander und Franck verliebt sich in sie, was Camille von sich aus zunächst ablehnt. Paulette zieht mit Camille wieder in ihr eigenes Haus und stirbt dort. Philibert lernt, sein Stottern zu unterdrücken, wird Komödiant, heiratet und zieht aus. Franck will wegen der Arbeit nach England, bleibt dann allerdings wegen Camille doch in Frankreich und macht mit ihr ein Restaurant auf.

## Hintergrund
- Charlotte Gainsbourg war eigentlich für die Rolle der Camille Fauque vorgesehen. Sie verletzte sich jedoch während Dreharbeiten in den USA bei einem Wasserski-Unfall so schwer, dass sie eine einjährige Pause einlegen musste.[3]
- Franck (Guillaume Canet) hört im Film mehrmals laut Songs der britischen Pop-Band Hard-Fi von deren Debütalbum Stars Of CCTV.

## Synchronsprecher
| Rolle     | Darsteller       | Synchronsprecher   |
| --------- | ---------------- | ------------------ |
| Camille   | Audrey Tautou    | Elisabeth von Koch |
| Franck    | Guillaume Canet  | Philipp Brammer    |
| Philibert | Laurent Stocker  | Philipp Moog       |
| Paulette  | Françoise Bertin | Heidi Treutler     |

## Kritiken
„Der Film […] begleitet die vier Figuren, die reinen Herzens sind, auf eine beschwingte, zärtliche, fröhliche und sensible Weise und mit einer unbestreitbaren Empathie auf ihrer Suche nach Harmonie.“

„Vor allem Laurent Stocker ist bewegend in der Rolle eines großen Schüchternen, der sich Bestätigung über das Theaterspielen holt. Sein subtiles Spiel und das seiner Mitspieler tragen zur besonderen, großherzigen Qualität dieses Films bei.“

„Von Zeit zu Zeit erscheint ein Film auf den Leinwänden, der anders ist als die anderen und dessen Einzigartigkeit in etwas zu bestehen scheint, das aus der Mode gekommen ist: Nämlich darin, dass er glücklich macht […] Das ist bei ‚Zusammen ist man weniger allein‘ der Fall.“

„Sie hat Schwung, diese gut geschriebene Komödie, und in jedem Bild steckt viel Liebe.“

„Camille, gespielt von Audrey Tautou, ist eine begabte Zeichnerin. Sie findet bei einem heruntergekommenen Adelssproß Unterschlupf und bezaubert schließlich sogar dessen raubeinigen Untermieter, einen begnadeten Koch. Claude Berris Romanverfilmung gaukelt Interesse an der prekären, sozialen Lage seiner Figuren nur notdürftig vor, alles erscheint ausgedacht und oberflächlich und von einer ungenießbaren Süßlichkeit geprägt.“

„Sympathische Komödie mit melodramatischen Zügen als Liebeserklärung ans Leben, die allerdings auch nicht vor Kitsch und Klischees zurückscheut.“

## Filmpreise
César 2008
- Nominierung: Laurent Stocker als Bester Nebendarsteller
- Nominierung: Laurent Stocker als Bester Nachwuchsdarsteller
- Nominierung: Claude Berri für das Beste adaptierte Drehbuch